# Kirchleus
Kirchleus (oberfränkisch: Käaleus) ist ein Gemeindeteil der Großen Kreisstadt Kulmbach im  Landkreis Kulmbach (Oberfranken, Bayern). Die Gemarkung Kirchleus hat eine Fläche von 6,818 km². Sie ist in 666 Flurstücke aufgeteilt, die eine durchschnittliche Flurstücksfläche von 10237,39 m² haben. In ihr liegt neben dem namensgebenden Ort der Gemeindeteil Welzmühle.

## Geografie
Das Pfarrdorf liegt im tief eingeschnittenen Tal des Geretsbachs, der in den Leßbach mündet, einen linken Zufluss der Rodach. 1 km westlich befindet sich der Knock (513 m ü. NHN), 0,8 km nordöstlich der Stennesberg (512 m ü. NHN), beides Anhöhen der Kirchleuser Platte, die Teil des Obermainischen Hügellandes ist. Beim Stennesberg gibt es einen Baum, der als Naturdenkmal registriert ist. Im Wesentlichen ist der Ort von Acker- und Grünland umgeben.
Die Bundesstraße 85 führt nach Weißenbrunn (4,2 km nordwestlich) bzw. nach Kulmbach zur Bundesstraße 289 (7,5 km südöstlich). Die Kreisstraße KU 33 führt nach Schimmendorf (2,6 km südwestlich). Gemeindeverbindungsstraßen führen nach Unterdornlach (2,4 km südöstlich), nach Gössersdorf zur Kreisstraße KC 6 (2,4 km nordöstlich) und zu einer Gemeindeverbindungsstraße bei Esbach (1,6 km nordöstlich).

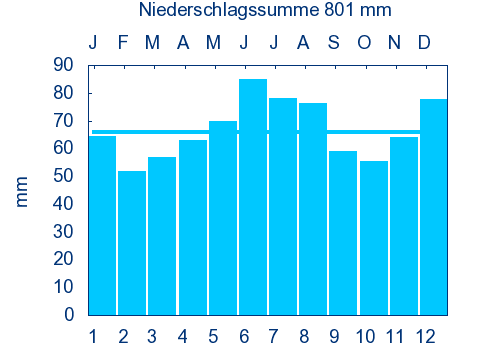
Diagramm Niederschlagsmittelwerte Kirchleus für den Zeitraum von 1961 bis 1990
Niederschlagsdiagramm für Kirchleus (blaue Kurve) vor den Mittelwerten (Quantilen) für Deutschland (grau)

In Kirchleus beträgt die durchschnittliche Niederschlagsmenge im Jahr 801 Millimeter.

## Geschichte
Der Ort wurde 1148 als „Liubisse“ erstmals urkundlich erwähnt. Der Ortsname leitet sich von dem slawischen Personennamen Ljuboslav ab. Daraus lässt sich schließen, dass die ersten Siedler Slawen waren. Darauf weisen auch die Namen der angrenzenden Flurstücke hin, die ebenfalls slawische Namen haben (Diebitzen, Geritzen). In einer Urkunde aus dem Jahr 1249 wurde der Ort „Kerleuß“ genannt, was deutlich macht, dass er bereits zu dieser Zeit eine Kirche hatte. Die ursprüngliche Kirche war der Heiligen Maria Magdalena geweiht. Der Slawensiedlung folgte die Ansiedlung fränkischer Bauern. Dabei bürgerte es sich ein, die ältere Siedlung „Oberleus“ zu nennen (im Volksmund auch „Kalfeggn“ genannt) und die jüngere „Unterleus“. Das Dorf unterstand ursprünglich den Herren von Plassenberg und ab 1248 dem bambergischen Amt Stadtsteinach. 1524 fiel es an das Fürstentum Kulmbach und wurde 1528 wie das gesamte Fürstentum evangelisch. Ab 1575 hatte der Ort eine Dorfschule. Sie wurde nach knapp 400 Jahren 1969 aufgelöst.
Kirchleus wurde im Dreißigjährigen Krieg geplündert und zerstört.
Gegen Ende des 18. Jahrhunderts gab es in Kirchleus 46 Anwesen. Das Hochgericht übte das bayreuthische Stadtvogteiamt Kulmbach aus. Die Dorf- und Gemeindeherrschaft hatte das Kastenamt Kulmbach. Grundherren waren
- das Fürstentum Bayreuth (9 Anwesen; Kastenamt Kulmbach: 1 Hufschmiede, 1 Tropfhaus, 5 Tropfhäuslein; Markgräflicher Lehenhof Bayreuth: 1 Halbhof; Bürgerhospital Kulmbach: 2 Gütlein),
- das Hochstift Bamberg (14 Anwesen; Langheimer Amtshof: 6 Höfe, 2 Halbhöfe, 1 Gut, 1 Gütlein, 3 Sölden, 1 Försterwohnung),
- das Rittergut Kirchleus (21 Anwesen; Amt I: 1 Wirtschaft mit Bräuhaus und Hofrait, 4 Güter, 1 Gütlein, 1 Söldengut, 1 Tropfhäuslein, 4 Häuser, 1 Wohnhäuslein; Amt II: 1 Hof, 1 Schenkstatt, 6 Sölden),
- das Rittergut Steinenhausen (1 Wirtshaus, 1 Sölde).

Außerdem gab es ein Schloss mit Ökonomiegebäuden, eine Kirche, ein Pfarrhaus mit Hofrait, ein Schulhaus mit Hofrait und ein Hirtenhaus.
Von 1797 bis 1810 unterstand der Ort dem Justiz- und Kammeramt Kulmbach. Mit dem Gemeindeedikt wurde 1811 der Steuerdistrikt Kirchleus gebildet, zu dem Einsiedel, Esbach, Holzmühle, Lösau, Mühlberg, Schimmendorf, Straß, Wehrhaus und Welzmühle gehörten. 1812 entstand die Ruralgemeinde Kirchleus, die deckungsgleich mit dem Steuerdistrikt war. Mit dem Gemeindeedikt von 1818 wurden drei Ruralgemeinden gebildet:
- Kirchleus mit Welzmühle,
- Lösau mit Einsiedel, Esbach, Holzmühle und Wehrmühle,
- Schimmendorf mit Mühlberg und Straß.[14]

Die Ruralgemeinde Kirchleus war in Verwaltung und Gerichtsbarkeit dem Landgericht Kulmbach zugeordnet und in der Finanzverwaltung dem Rentamt Kulmbach (1919 in Finanzamt Kulmbach umbenannt). 23 Anwesen unterstanden bis 1848 in der freiwilligen Gerichtsbarkeit dem Patrimonialgericht Kirchleus, 2 Anwesen ebenfalls bis 1848 dem Patrimonialgericht Steinenhausen. Ab 1862 gehörte Kirchleus zum Bezirksamt Kulmbach (1939 in Landkreis Kulmbach umbenannt). Die Gerichtsbarkeit blieb beim Landgericht Kulmbach (1879 in das Amtsgericht Kulmbach umgewandelt). Die Gemeinde hatte eine Gebietsfläche von 6,824 km².
Am 1. November 1919 wurde im Niklashof eine Polizeistation eingerichtet, deren Bezirk fast deckungsgleich mit dem Pfarrsprengel Kirchleus war. Am 1. Juli 1928 wurde der Posten wieder aufgehoben; die Orte wurden von Weißenbrunn aus betreut.
Die Gebietsreform in Bayern sah vor, größere Gemeinden zu bilden. Für Kirchleus bedeutete dies am 1. Januar 1976 den Verlust der politischen Selbständigkeit. Die Mehrheit der Bevölkerung entschied sich für eine Eingliederung in Kulmbach. Im Gespräch war auch die Bildung einer neuen Gemeinde mit weiteren Dörfern nördlich von Kulmbach oder die Eingliederung nach Weißenbrunn. Seitdem wird das Dorf durch einen Ortssprecher vertreten.

### Baudenkmäler
- Haus Nr. 34: Ehemaliges Schloss der Freiherren von Guttenberg, zweigeschossiger Mansardwalmdachbau mit Sandsteingliederung, 1740; Nebengebäude, wohl 18./19. Jahrhundert,
- Haus Nr. 41: Ehemalige Brauerei, zweigeschossiger Zweiflügelbau mit rundbogiger Toreinfahrt, Walmdach, bezeichnet „1770“ und „1865“,
- Haus Nr. 53: Ehemaliges Herrenhaus, zweigeschossiger Walmdachbau, 17./18. Jahrhundert,
- Haus Nr. 59: Zweigeschossiges Haus, im Obergeschoss mit vier zu sechs Fenstern; wohl 17./18. Jahrhundert. Erdgeschossfenster mit gefasten Gewänden; Walmdach,[21]
- Haus Nr. 63: Evangelisch-lutherische Pfarrkirche St. Maria-Magdalena, im Kern spätgotische Chorturmkirche, 1774–76 barockisiert; mit Ausstattung; Kirchhof mit Grabmälern und Ummauerung-

### Einwohnerentwicklung
Gemeinde Kirchleus
| Jahr      | 1818   | 1840   | 1852   | 1855   | 1861   | 1867   | 1871   | 1875   | 1880   | 1885   | 1890   | 1895   | 1900   | 1905   | 1910   | 1919   | 1925   | 1933   | 1939   | 1946   | 1950   | 1952   | 1961   | 1970   |
| Einwohner | 320    | 414    | 439    | 429    | 433    | 456    | 435    | 418    | 412    | 405    | 364    | 354    | 338    | 336    | 371    | 367    | 336    | 302    | 282    | 377    | 390    | 380    | 315    | 270    |
| Häuser    | 58     |        |        |        |        |        | 64     |        |        | 66     | 64     |        | 66     |        |        |        | 68     |        |        |        | 64     |        | 66     |        |
| Quelle    | [ 23 ] | [ 24 ] | [ 24 ] | [ 24 ] | [ 25 ] | [ 26 ] | [ 27 ] | [ 28 ] | [ 29 ] | [ 30 ] | [ 31 ] | [ 24 ] | [ 32 ] | [ 24 ] | [ 33 ] | [ 24 ] | [ 34 ] | [ 24 ] | [ 24 ] | [ 24 ] | [ 35 ] | [ 24 ] | [ 16 ] | [ 36 ] |

Ort Kirchleus
| Jahr      | 001809 | 001818 | 001861 | 001871 | 001885 | 001900 | 001925 | 001950 | 001961 | 001970 | 001987 | 002007 |
| Einwohner | 316 *  | 320 *  | 430    | 430    | 395    | 332    | 327    | 386    | 308    | 265    | 249    | 288    |
| Häuser    |        | 58 *   |        |        | 65     | 64     | 67     | 63     | 54     |        | 74     |        |
| Quelle    | [ 37 ] | [ 23 ] | [ 25 ] | [ 27 ] | [ 30 ] | [ 32 ] | [ 34 ] | [ 35 ] | [ 16 ] | [ 36 ] | [ 38 ] |        |

### Bürgermeister
- Johann Wagner (????–1842)
- Johann Adam Stumpf (1842–1854)
- Andreas Limmer (1854–1866)
- Johann Bauer (1866–1882)
- Johann Häublein (1882–1894)
- Ernst Grethlein (1894–1906)
- Johann Wilhelm Beck (1906–1933)
- Ferdinand Kern (1933–????)
- Ernst Ruppert (????–1945)
- Hans Häublein (1945–1948)
- Ernst Ruppert (1948–1965)
- Hans Lerner (1966–1975)
- Gerhard Limmer
- Richard Ströbel

## Religion
Der Ort ist seit der Reformation evangelisch-lutherisch geprägt und Sitz der Pfarrei St. Maria Magdalena.

## Persönlichkeiten
- Johann Christian Kapp (1764–1793), klassischer Philologe